# Liste der Einträge im National Register of Historic Places in Tampa
Die Liste der Einträge im National Register of Historic Places in Tampa führt alle 76 Bauwerke und historischen Stätten in Tampa im Hillsborough County im US-Bundesstaat Florida auf, die in das National Register of Historic Places aufgenommen wurden.

## Legende
| NRHP | Historic Place    |
| HD   | Historic District |

## Aktuelle Einträge
| [ 2 ] | Name                                                       | Bild                                                       | Eintragsdatum                 | Lage | Beschreibung |
| ----- | ---------------------------------------------------------- | ---------------------------------------------------------- | ----------------------------- | --- | --- |
| 1     | Anderson-Frank House                                       | Anderson-Frank House                                       | 22. Apr. 1982 ID-Nr. 82002375 | 341 Plant Avenue 27° 56′ 21″ N, 82° 27′ 48″ W | |
| 2     | Bay Isle Commercial Building                               | Bay Isle Commercial Building                               | 3. Aug. 1989 ID-Nr. 89000971  | 238 East Davis Boulevard 27° 55′ 33″ N, 82° 27′ 13″ W | Teil der Mediterranean Revival Style Buildings of Davis Islands MPS                                                                      |
| 3     | Centro Asturiano                                           | weitere Bilder                                             | 24. Juli 1974 ID-Nr. 74000631 | 1913 Nebraska Avenue 27° 57′ 42″ N, 82° 27′ 3″ W | |
| 4     | Circulo Cubano de Tampa                                    | Circulo Cubano de Tampa                                    | 15. Nov. 1972 ID-Nr. 72000320 | 10th Avenue und 14th Street 27° 57′ 39″ N, 82° 26′ 42″ W | |
| 5     | William E. Curtis House                                    | William E. Curtis House                                    | 27. Aug. 1987 ID-Nr. 87001424 | 808 East Curtis Street 27° 59′ 16″ N, 82° 27′ 46″ W | |
| 6     | Egmont Key                                                 | Egmont Key                                                 | 11. Dez. 1978 ID-Nr. 78000946 | Am Ufer der Tampa Bay 27° 35′ 24″ N, 82° 45′ 46″ W | |
| 7     | El Centro Español de Tampa                                 | weitere Bilder                                             | 3. Juni 1988 ID-Nr. 88001823  | 1526-1536 East Seventh Avenue 27° 57′ 36″ N, 82° 26′ 31″ W | |
| 8     | El Centro Espanol of West Tampa                            | El Centro Espanol of West Tampa                            | 30. Juli 1974 ID-Nr. 74000632 | 2306 North Howard Street 27° 57′ 41″ N, 82° 29′ 0″ W | |
| 9     | El Pasaje                                                  | El Pasaje                                                  | 15. Nov. 1972 ID-Nr. 72000321 | 14th Street und Palm Avenue 27° 57′ 42″ N, 82° 26′ 41″ W | |
| 10    | Episcopal House of Prayer                                  | Episcopal House of Prayer                                  | 21. Feb. 1991 ID-Nr. 91000105 | 2708 Central Avenue 27° 58′ 0″ N, 82° 27′ 20″ W | |
| 11    | Federal Building, U.S. Courthouse, Downtown Postal Station | Federal Building, U.S. Courthouse, Downtown Postal Station | 7. Juni 1974 ID-Nr. 74000633  | 601 Florida Avenue 27° 56′ 59″ N, 82° 27′ 27″ W | |
| 12    | Floridan Hotel                                             | Floridan Hotel                                             | 12. März 1996 ID-Nr. 96000315 | 905 North Florida Avenue 27° 57′ 6″ N, 82° 26′ 54″ W | |
| 13    | Fort Homer W. Hesterly National Guard Armory               | Fort Homer W. Hesterly National Guard Armory               | 23. Okt. 2013 ID-Nr. 13000852 | 522 N. Howard Ave. 27° 56′ 58,6″ N, 82° 29′ 2,5″ W | |
| 14    | Isaac Gardner, Sr., House                                  | Isaac Gardner, Sr., House                                  | 13. Okt. 2003 ID-Nr. 03001013 | 209 West Palm Avenue 27° 57′ 51″ N, 82° 27′ 47″ W | |
| 15    | George Guida, Sr. House                                    | George Guida, Sr. House                                    | 29. März 2006 ID-Nr. 06000193 | 1516 North Renfrew Avenue 27° 57′ 31″ N, 82° 29′ 49″ W | |
| 16    | Hampton Terrace Historic District                          | Hampton Terrace Historic District                          | 27. Jan. 1999 ID-Nr. 99000045 | Etwa begrenzt durch die Hanna Avenue, 15th Street, Hillsborough Avenue und Nebraska Avenue 27° 59′ 58″ N, 82° 26′ 50″ W                                                                          | |
| 17    | House at 36 Aegean Avenue                                  | House at 36 Aegean Avenue                                  | 13. Nov. 1989 ID-Nr. 89001964 | 36 Aegean Avenue 27° 56′ 4″ N, 82° 27′ 34″ W | Teil der Mediterranean Revival Style Buildings of Davis Islands MPS                                                                      |
| 18    | House at 36 Columbia Drive                                 | House at 36 Columbia Drive                                 | 3. Aug. 1989 ID-Nr. 89000966  | 36 Columbia Drive 27° 56′ 5″ N, 82° 27′ 26″ W | Teil der Mediterranean Revival Style Buildings of Davis Islands MPS                                                                      |
| 19    | House at 53 Aegean Avenue                                  | House at 53 Aegean Avenue                                  | 3. Aug. 1989 ID-Nr. 89000955  | 53 Aegean Avenue 27° 55′ 58″ N, 82° 27′ 33″ W | Teil der Mediterranean Revival Style Buildings of Davis Islands MPS                                                                      |
| 20    | House at 59 Aegean Avenue                                  | House at 59 Aegean Avenue                                  | 3. Aug. 1989 ID-Nr. 89000956  | 59 Aegean Avenue 27° 55′ 57″ N, 82° 27′ 33″ W | Teil der Mediterranean Revival Style Buildings of Davis Islands MPS                                                                      |
| 21    | House at 84 Adalia Avenue                                  | House at 84 Adalia Avenue                                  | 3. Aug. 1989 ID-Nr. 89000953  | 84 Adalia Avenue 27° 55′ 51″ N, 82° 27′ 40″ W | Teil der Mediterranean Revival Style Buildings of Davis Islands MPS                                                                      |
| 22    | House at 97 Adriatic Avenue                                | House at 97 Adriatic Avenue                                | 3. Aug. 1989 ID-Nr. 89000954  | 97 Adriatic Avenue 27° 55′ 55″ N, 82° 27′ 37″ W | Teil der Mediterranean Revival Style Buildings of Davis Islands MPS                                                                      |
| 23    | House at 100 West Davis Boulevard                          | House at 100 West Davis Boulevard                          | 3. Aug. 1989 ID-Nr. 89000972  | 100 West Davis Boulevard 27° 55′ 48″ N, 82° 27′ 25″ W | Teil der Mediterranean Revival Style Buildings of Davis Islands MPS                                                                      |
| 24    | House at 116 West Davis Boulevard                          | House at 116 West Davis Boulevard                          | 3. Aug. 1989 ID-Nr. 89000973  | 116 West Davis Boulevard 27° 55′ 42″ N, 82° 27′ 27″ W | Teil der Mediterranean Revival Style Buildings of Davis Islands MPS                                                                      |
| 25    | House at 124 Baltic Circle                                 | House at 124 Baltic Circle                                 | 3. Aug. 1989 ID-Nr. 89000957  | 124 Baltic Circle 27° 55′ 48″ N, 82° 27′ 33″ W | Teil der Mediterranean Revival Style Buildings of Davis Islands MPS                                                                      |
| 26    | House at 125 Baltic Circle                                 | House at 125 Baltic Circle                                 | 3. Aug. 1989 ID-Nr. 89000958  | 125 Baltic Circle 27° 55′ 48″ N, 82° 27′ 30″ W | Teil der Mediterranean Revival Style Buildings of Davis Islands MPS                                                                      |
| 27    | House at 131 West Davis Boulevard                          | House at 131 West Davis Boulevard                          | 8. Jan. 1990 ID-Nr. 89002161  | 131 West Davis Boulevard 27° 55′ 38″ N, 82° 27′ 28″ W | Teil der Mediterranean Revival Style Buildings of Davis Islands MPS                                                                      |
| 28    | House at 132 Baltic Circle                                 | House at 132 Baltic Circle                                 | 3. Aug. 1989 ID-Nr. 89000959  | 132 Baltic Circle 27° 55′ 46″ N, 82° 27′ 31″ W | Teil der Mediterranean Revival Style Buildings of Davis Islands MPS                                                                      |
| 29    | House at 161 Bosporous Avenue                              | House at 161 Bosporous Avenue                              | 3. Aug. 1989 ID-Nr. 89000963  | 161 Bosporous Avenue 27° 55′ 33″ N, 82° 27′ 26″ W | Teil der Mediterranean Revival Style Buildings of Davis Islands MPS                                                                      |
| 30    | House at 190 Bosporous Avenue                              | House at 190 Bosporous Avenue                              | 3. Aug. 1989 ID-Nr. 89000964  | 190 Bosporous Avenue 27° 55′ 31″ N, 82° 27′ 27″ W | Teil der Mediterranean Revival Style Buildings of Davis Islands MPS                                                                      |
| 31    | House at 200 Corsica Avenue                                | House at 200 Corsica Avenue                                | 3. Aug. 1989 ID-Nr. 89000967  | 200 Corsica Avenue 27° 55′ 31″ N, 82° 27′ 38″ W | Teil der Mediterranean Revival Style Buildings of Davis Islands MPS                                                                      |
| 32    | House at 202 Blanca Avenue                                 | House at 202 Blanca Avenue                                 | 3. Aug. 1989 ID-Nr. 89000960  | 202 Blanca Avenue 27° 55′ 36″ N, 82° 27′ 42″ W | Teil der Mediterranean Revival Style Buildings of Davis Islands MPS                                                                      |
| 33    | House at 220 Blanca Avenue                                 | House at 220 Blanca Avenue                                 | 3. Aug. 1989 ID-Nr. 89000961  | 220 Blanca Avenue 27° 55′ 31″ N, 82° 27′ 39″ W | Teil der Mediterranean Revival Style Buildings of Davis Islands MPS                                                                      |
| 34    | House at 301 Caspian Street                                | House at 301 Caspian Street                                | 3. Aug. 1989 ID-Nr. 89000965  | 301 Caspian Street 27° 55′ 27″ N, 82° 27′ 34″ W | Teil der Mediterranean Revival Style Buildings of Davis Islands MPS                                                                      |
| 35    | House at 418 Blanca Avenue                                 | House at 418 Blanca Avenue                                 | 3. Aug. 1989 ID-Nr. 89000962  | 418 Blanca Avenue 27° 55′ 17″ N, 82° 27′ 33″ W | Teil der Mediterranean Revival Style Buildings of Davis Islands MPS                                                                      |
| 36    | Hutchinson House                                           | Hutchinson House                                           | 1. Nov. 1977 ID-Nr. 77000404  | 304 Plant Avenue 27° 56′ 28″ N, 82° 27′ 46″ W | |
| 37    | Hyde Park Historic Districts                               | Hyde Park Historic Districts                               | 4. März 1985 ID-Nr. 85000454  | Etwa begrenzt durch den Hillsborough River und die Bay, die Howard Avenue und den Kennedy Boulevard 27° 56′ 11″ N, 82° 28′ 23″ W                                                                 | |
| 38    | Captain William Parker Jackson House                       | Captain William Parker Jackson House                       | 8. Apr. 2011 ID-Nr. 11000159  | 800 E Lambright St 28° 0′ 24″ N, 82° 27′ 9″ W | |
| 39    | Jackson Rooming House                                      | Jackson Rooming House                                      | 7. März 2007 ID-Nr. 07000112  | 851 Zack Street 27° 57′ 8″ N, 82° 27′ 7″ W | |
| 40    | Johnson-Wolff House                                        | Johnson-Wolff House                                        | 24. Juli 1974 ID-Nr. 74000634 | 6823 South DeSoto Street 27° 51′ 59″ N, 82° 31′ 34″ W | |
| 41    | S. H. Kress and Co. Building                               | S. H. Kress and Co. Building                               | 7. Apr. 1983 ID-Nr. 83001424  | 811 North Franklin Street 27° 57′ 3″ N, 82° 27′ 34″ W | |
| 42    | LeClaire Apartments                                        | LeClaire Apartments                                        | 16. Nov. 1988 ID-Nr. 88001697 | 3013-3015 San Carlos 27° 55′ 22″ N, 82° 29′ 37″ W | |
| 43    | Leiman House                                               | Leiman House                                               | 9. Sep. 1974 ID-Nr. 74000635  | 716 South Newport Street 27° 56′ 8″ N, 82° 28′ 18″ W | |
| 44    | Masonic Temple No. 25                                      | Masonic Temple No. 25                                      | 11. Sep. 1986 ID-Nr. 86002415 | 508 East Kennedy Boulevard 27° 56′ 54″ N, 82° 27′ 4″ W | |
| 45    | Meacham Elementary School                                  | Meacham Elementary School                                  | 15. Sep. 2005 ID-Nr. 05001041 | 1225 India Street 27° 57′ 19″ N, 82° 27′ 11″ W | Teil der Florida's Historic Black Public Schools MPS. Im Zuge eines Umgestaltungsprojektes des Areals wurde das Gebäude 2007 abgerissen. |
| 46    | North Franklin Street Historic District                    | North Franklin Street Historic District                    | 28. März 2002 ID-Nr. 02000264 | Etwa begrenzt durch die Florida Avenue, die East Fortune Street, die Tampa Street, die Franklin Street und die East Harrison Street 27° 57′ 15″ N, 82° 27′ 37″ W                                 | |
| 47    | Old Hillsborough County High School                        | Old Hillsborough County High School                        | 15. Mai 2007 ID-Nr. 07000423  | 2704 North Highland Avenue 27° 58′ 5″ N, 82° 27′ 47″ W | |
| 48    | Old People's Home                                          | Old People's Home                                          | 17. Okt. 2000 ID-Nr. 00001198 | 1203 East 22nd Avenue 27° 57′ 41″ N, 82° 26′ 48″ W | |
| 49    | Old School House                                           | Old School House                                           | 4. Dez. 1974 ID-Nr. 74000636  | Lafayette Street am Campus der University of Tampa 27° 56′ 48″ N, 82° 27′ 55″ W | |
| 50    | Old Tampa Children's Home                                  | Old Tampa Children's Home                                  | 22. Juli 1999 ID-Nr. 99000863 | 3302 North Tampa Avenue 27° 58′ 27″ N, 82° 27′ 35″ W | |
| 51    | Old Tampa Free Public Library                              | Old Tampa Free Public Library                              | 16. Mai 1991 ID-Nr. 91000618  | 102 East Seventh Avenue 27° 57′ 37″ N, 82° 27′ 38″ W | |
| 52    | Old Union Depot Hotel                                      | Old Union Depot Hotel                                      | 11. Dez. 2000 ID-Nr. 00001228 | 858 East Zack Street 27° 57′ 10″ N, 82° 27′ 5″ W | Abgerissen |
| 53    | Palace of Florence Apartments                              | Palace of Florence Apartments                              | 3. Aug. 1989 ID-Nr. 89000969  | 45 East Davis Boulevard 27° 56′ 2″ N, 82° 27′ 28″ W | Teil der Mediterranean Revival Style Buildings of Davis Islands MPS                                                                      |
| 54    | Palmerin Hotel                                             | Palmerin Hotel                                             | 3. Aug. 1989 ID-Nr. 89000970  | 115 East Davis Boulevard 27° 55′ 46″ N, 82° 27′ 22″ W | Teil der Mediterranean Revival Style Buildings of Davis Islands MPS                                                                      |
| 55    | Palmetto Beach Historic District                           |                                                            | 14. Aug. 2012 ID-Nr. 12000496 | Etwa begrenzt durch die Durham Street, die 28th Street, die Thrace Street und die 22nd Street 27° 56′ 52,8″ N, 82° 25′ 52,9″ W                                                                   | |
| 56    | Perry Harvey Sr. Park Skateboard Bowl                      |                                                            | 7. Okt. 2013 ID-Nr. 13000811  | 900 E. Scott St. 27° 57′ 24,9″ N, 82° 26′ 59,4″ W | |
| 57    | Horace T. Robles House                                     | Horace T. Robles House                                     | 2. März 2006 ID-Nr. 06000091  | 2604 East Hanna Avenue 28° 0′ 13″ N, 82° 25′ 48″ W | |
| 58    | Original Rogers Park Golf Course Site                      |                                                            | 12. Nov. 2014 ID-Nr. 14000901 | 7801 N. 30th St. 28° 1′ 20″ N, 82° 25′ 25″ W | |
| 59    | Roosevelt Elementary School                                | Roosevelt Elementary School                                | 31. Mai 2006 ID-Nr. 06000443  | 3205 South Ferdinand Avenue 27° 54′ 59″ N, 82° 29′ 52″ W | |
| 60    | St. Andrews Episcopal Church                               | St. Andrews Episcopal Church                               | 15. Apr. 2009 ID-Nr. 09000200 | 505 N. Marion St. 27° 56′ 57,8″ N, 82° 27′ 24,3″ W | |
| 61    | Seminole Heights Residential District                      | Seminole Heights Residential District                      | 5. Aug. 1993 ID-Nr. 93000751  | Etwa begrenzt durch die Osborne Avenue, die Florida Avenue, die Hanna Avenue und die Cherokee Avenue 27° 59′ 45″ N, 82° 27′ 25″ W                                                                | |
| 62    | Spanish Apartments                                         | Spanish Apartments                                         | 3. Aug. 1989 ID-Nr. 89000968  | 16 East Davis Boulevard 27° 56′ 8″ N, 82° 27′ 35″ W | Teil der Mediterranean Revival Style Buildings of Davis Islands MPS                                                                      |
| 63    | SS AMERICAN VICTORY (Victory ship)                         | SS AMERICAN VICTORY (Victory ship)                         | 4. Feb. 2002 ID-Nr. 01001533  | 705 Channelside Dr., Berth 271 27° 56′ 42″ N, 82° 26′ 39″ W | |
| 64    | Stovall House                                              | Stovall House                                              | 4. Sep. 1974 ID-Nr. 74000637  | 4621 Bayshore Boulevard 27° 53′ 47″ N, 82° 29′ 24″ W | |
| 65    | T. C. Taliaferro House                                     | T. C. Taliaferro House                                     | 1. Okt. 1974 ID-Nr. 74000638  | 305 South Hyde Park 27° 56′ 28″ N, 82° 27′ 52″ W | |
| 66    | Tampa Bay Hotel                                            | weitere Bilder                                             | 5. Dez. 1972 ID-Nr. 72000322  | 401 West Kennedy Boulevard 27° 56′ 46″ N, 82° 27′ 51″ W | |
| 67    | Tampa City Hall                                            | weitere Bilder                                             | 1. Okt. 1974 ID-Nr. 74000639  | 315 John F. Kennedy Boulevard, East 27° 56′ 50″ N, 82° 27′ 27″ W | |
| 68    | Tampa Heights Historic District                            | Tampa Heights Historic District                            | 4. Aug. 1995 ID-Nr. 95000979  | Etwa begrenzt durch die Adalee Street, die Interstate 275, die 7th Avenue und die North Tampa Avenue 27° 57′ 54″ N, 82° 27′ 27″ W                                                                | |
| 69    | Tampa Theatre                                              | Tampa Theatre                                              | 3. Jan. 1978 ID-Nr. 78000945  | 711 Franklin Street 27° 57′ 0″ N, 82° 27′ 32″ W | |
| 70    | Tampania House                                             | Tampania House                                             | 12. Sep. 1985 ID-Nr. 85002178 | 4611 North A Street 27° 56′ 45″ N, 82° 30′ 19″ W | |
| 71    | Union Railroad Station                                     | Union Railroad Station                                     | 5. Juni 1974 ID-Nr. 74000640  | 601 North Nebraska Street 27° 57′ 8″ N, 82° 27′ 4″ W | |
| 72    | Upper North Franklin Street Commercial District            | Upper North Franklin Street Commercial District            | 9. Juni 2010 ID-Nr. 10000344  | Begrenzt durch die E Oak Ave, die N Florida Ave, die Kay St und die N Tampa St 27° 57′ 34″ N, 82° 27′ 37″ W                                                                                      | |
| 73    | Upper Tampa Bay Archeological District                     | Upper Tampa Bay Archeological District                     | 10. Dez. 1985 ID-Nr. 85003330 | 28° 0′ 48″ N, 82° 38′ 5″ W | |
| 74    | West Tampa Historic District                               | West Tampa Historic District                               | 18. Okt. 1983 ID-Nr. 83003539 | Etwa begrenzt durch die Cypress Street, die Ivy Street, die Fremont Avenue und die Habana Avenue 27° 57′ 34″ N, 82° 29′ 2″ W                                                                     | |
| 75    | Ybor City Historic District                                | weitere Bilder                                             | 28. Aug. 1974 ID-Nr. 74000641 | Etwa begrenzt durch die 6th Avenue, die 13th Street, die 10th Avenue und die 22nd Street sowie durch den East Broadway zwischen der 13th Street und der 22nd Street 27° 57′ 45″ N, 82° 26′ 28″ W | |
| 76    | Ybor Factory Building                                      | Ybor Factory Building                                      | 15. Nov. 1972 ID-Nr. 72000323 | 7th Avenue zwischen der 13th Street und der 14th Street 27° 57′ 38″ N, 82° 26′ 43″ W | |